# Frankfurter Rundschau

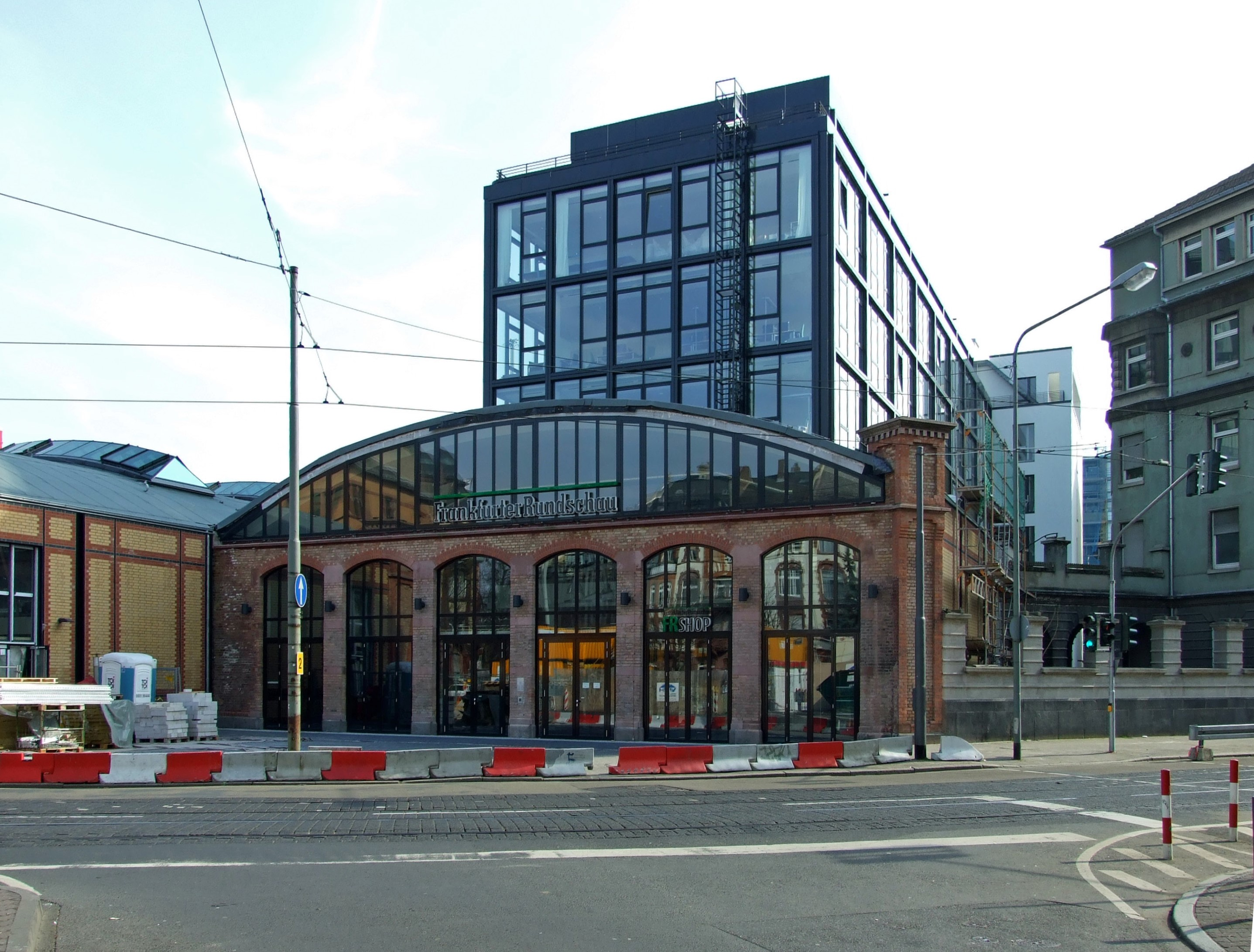
La nuova Casa del Rundschau

Il Frankfurter Rundschau è un quotidiano tedesco, con sede a Francoforte sul Meno. Viene pubblicato quotidianamente, eccetto la domenica, come edizione città, regionale con uno speciale a livello nazionale e offre una edizione in rete. I principali concorrenti locali sono il liberal-conservatore Frankfurter Allgemeine Zeitung, l'edizione locale del tabloid conservatore Bild-Zeitung, il giornale più venduto in Europa, e il più piccolo conservatore locale Frankfurter Neue Presse. L'impaginazione del Rundschau è moderna e la sua linea editoriale è social liberale. Sostiene che «l'indipendenza, la giustizia sociale e l'equità» sono alla base del suo giornalismo.
Frankfurter Rundschau Druck e Verlagshaus GmbH ha presentato istanza di fallimento il 12 novembre 2012. Poi il giornale è stata acquisito da Frankfurter Allgemeine Zeitung e dalla Frankfurter Societaet (editore di Frankfurter Neue Presse) nel 2013.